# Nationalgarde (Kroatien)
Das Korps der Nationalgarde der Republik Kroatien (kroatisch Zbor narodne garde Republike Hrvatske, kurz ZNG RH) war die Nationalgarde der Republik Kroatien. Sie wurde am 18. April 1991, in den Anfangszeiten des Heimatkrieges, gegründet und war zunächst dem Innenministerium unterstellt. Die Nationalgarde Kroatiens umfasste bis Ende Juli 1991 vier aktive Brigaden mit etwa 10.000 Kämpfern und erhielt im gleichen Sommer weitere vier Reservebrigaden.
In der Anfangsphase des Kroatienkrieges bewährte sich die Nationalgarde vor allem bei der Belagerung von Dubrovnik, der Schlacht um Vukovar und der Schlacht um Osijek im Kampf gegen die Jugoslawische Volksarmee und serbische Freischärler.
Am 3. November 1991 gingen die letzten Einheiten der Nationalgarde in den daraus neu gebildeten kroatischen Streitkräften auf.

## Geschichte

### Vorbedingungen

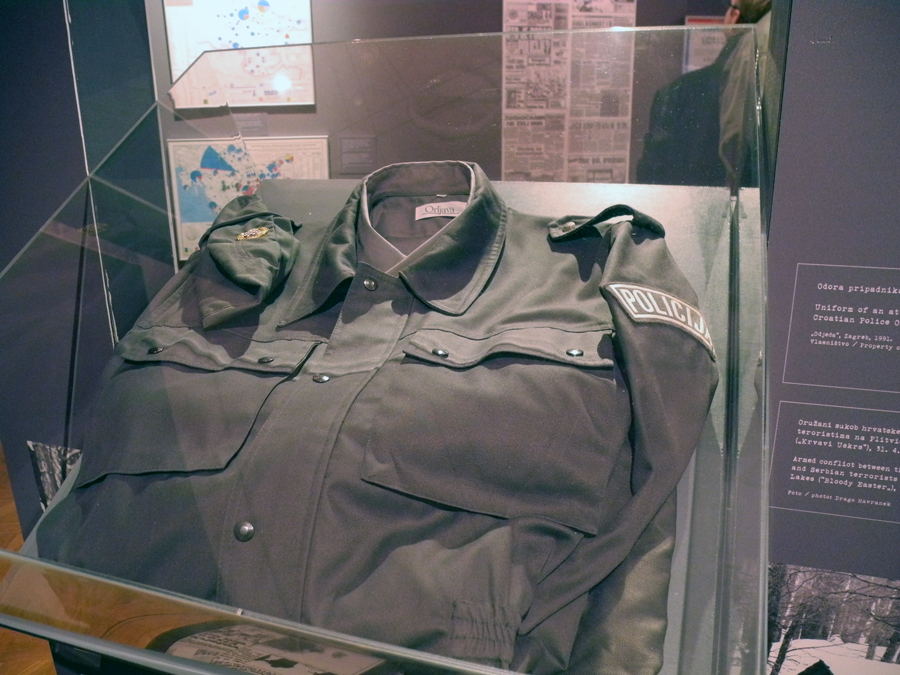
Polizeiuniform mit Barett der kroatischen Nationalgarde (1991)

Bis zum Frühjahr 1991 war die kroatische Polizei die einzige bewaffnete Kraft in einer eskalierenden Serie von bewaffneten Auseinandersetzungen mit separatistischen Krajina-Serben, die von der Baumstammrevolution über die Ausrufung der „Serbischen Autonomen Provinz Knin-Krajina“ bis zum bewaffneten Zwischenfall bei den Plitvicer Seen reichten. Als ersten Schritt zu einer eigenen kroatischen Armee beschloss der kroatische Staatsrat unter Präsident Franjo Tuđman daher am 10. April 1991 die Umwandlung der Spezialeinheiten der kroatischen Polizei in eine Nationalgarde. Am 18. April 1991 billigte das kroatische Parlament das Gesetz zur Bildung einer Nationalgarde, mit den Aufgaben der Verteidigung der Republikgrenzen und der territorialen Integrität sowie der Terrorismusbekämpfung. Die Nationalgarde sollte aus etwa 1.000 Mann der Polizei und 9.000 männlichen und weiblichen Freiwilligen gebildet werden. Der letzte jugoslawische Präsident und spätere kroatische Präsident Stjepan Mesić äußerte sich zur Entstehung der Nationalgarde:

„Europa hat am Ende gesehen, dass Milošević keine Vereinbarung will, aber es war schon zu spät. Der Krieg hatte sich schon ausgeweitet. Die Vereinten Nationen haben dann das Waffenembargo gegen Slowenien und Kroatien verkündet. Serbien hatte die gesamten Waffen der Jugoslawischen Volksarmee. Wir hatten laut der jugoslawischen Verfassung kein Recht, eine Armee aufzubauen. Also haben wir ein Ausweichmanöver gestartet und im Rahmen des Innenministeriums, die nationale Garde gegründet. Das ist so etwas wie die französische Gendarmerie oder die italienischen Carabinieri, also Polizisten, die Langwaffen tragen dürfen. Das konnten wir aufgrund der Verfassung 1974. Als damals der Beschluss erlassen wurde, dass alle paramilitärischen Einheiten aufgelöst werden müssen, ging man in Serbien davon aus, dass dies auch auf diese Polizeieinheit zutrifft. Aber ich habe ihnen dann als Präsident von Jugoslawien erklärt, dass dies keine paramilitärische Einheit ist, sondern die Polizei. Aus dieser Einheit ist dann später unsere Armee geworden.“

### Aufstellung der Garde-Brigaden und dem Bataillon Zrinski

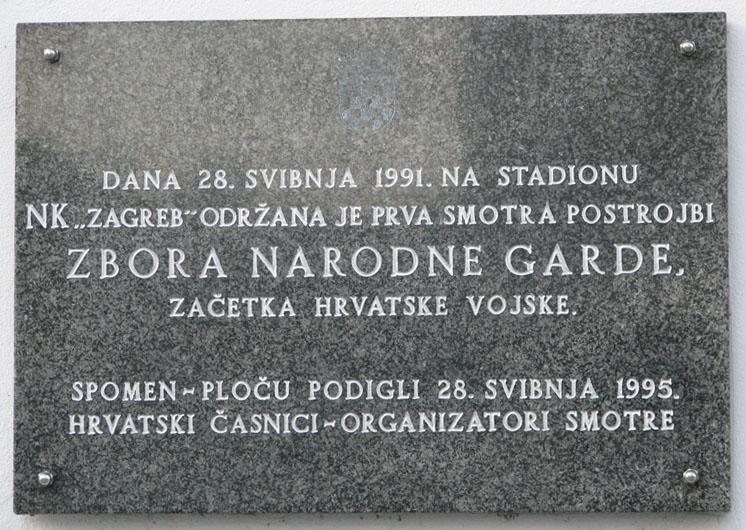
Gedenktafel für die erste Militärparade der kroatischen Nationalgarde am 28. Mai 1991 im Stadion Kranjčevićeva von Zagreb.

Die aus Spezialeinheiten der Polizei aufgestellten professionell-aktiven Garde-Brigaden („A“-Brigade) und das um ein Kader ehemaliger Fremdenlegionäre gebildete Bataillon Zrinski (Bojna Zrinski) wurden der Öffentlichkeit erstmals bei einer Militärparade am 28. Mai 1991 im Stadion Kranjčevićeva von Zagreb präsentiert. Die Gesamtstärke lag zu diesem Zeitpunkt bei etwa 3.000 bis 4.000 Mann. Innerhalb der Garde-Brigaden wurden meist kleine Einheiten in Kompanie- oder Bataillonsstärke gebildet, um vor Ort Polizeikräfte und später auch die Reservebrigaden professionell unterstützen zu können. Im Juli 1991 umfasste jede der vier Garde-Brigaden etwa 2.000 Mann.

### Aufstellung der Reservebrigaden
Neben den professionellen Brigaden wurden ab Sommer 1991 regionale Reservebrigaden („R“-Brigade) aufgestellt.

## Bewaffnung
Im Zeitraum von Juni bis September 1991 waren die Garde-Brigaden die einzigen kroatischen Einheiten, die überhaupt ausreichend mit Handfeuerwaffen ausgerüstet waren. Zur Panzerabwehr standen nur Handwaffen (vor allem die „Armbrust“) zur Verfügung.

## Organisation (Mai bis August 1991)

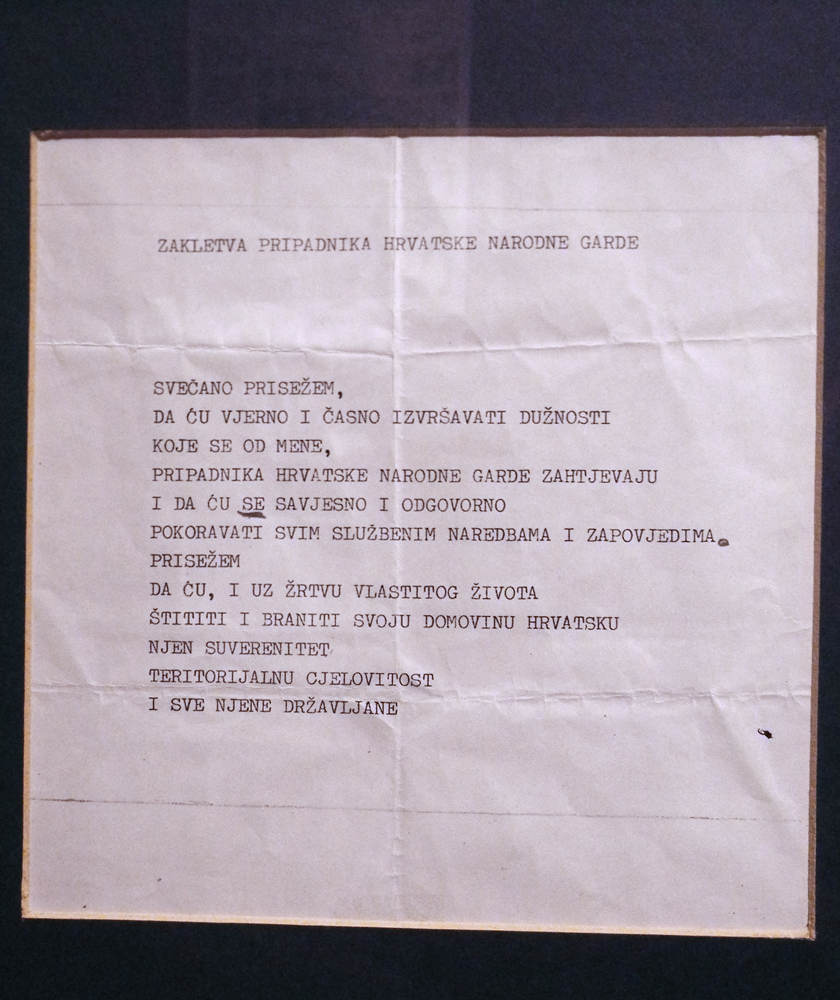
Text des Fahneneides der Nationalgarde

Aktive Brigaden und unabhängiges Bataillon (Aufstellungsdatum)
- Bataillon Zrinski, (18. Mai 1991)
- 1. Garde-Brigade, (25. Mai 1991)
- 2. Garde-Brigade, (Mai/Juni 1991)
- 3. Garde-Brigade, (Mai/Juni 1991)
- 4. Garde-Brigade, (28. Mai 1991)

Reservebrigaden und unabhängige Bataillone (ggf. Aufstellungsdatum)
- 99. Zagreb-Peščenica Brigade
- 100. Zagreb Brigade
- 101. Zagreb-Susedgrad Brigade
- 102. Novi Zagreb Brigade
- 103. Krapina Brigade
- 104. Varaždin Brigade
- 105. Bjelovar Brigade
- 106. Osijek Brigade
- 107. Valpovo Brigade
- 108. Slavonski Brod Brigade
- 109. Vinkovci Brigade
- 110. Karlovac Brigade
- 111. Rijeka Brigade
- 112. Zadar Brigade
- 113. Šibenik Brigade
- 114. Split Brigade (1. Juni 1991)

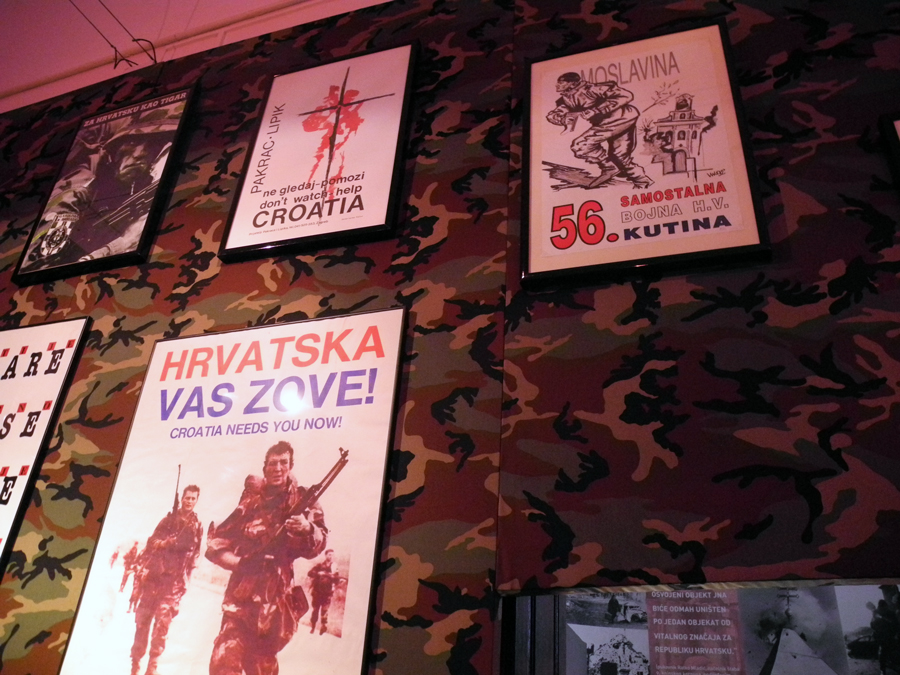
Hrvatska vas zove! (links unten), das berühmte Rekrutierungsplakat zeigt Angehörige der späteren 117. Koprivnica Brigade der Nationalgarde bei Kämpfen um Pakrac im August 1991.

- 117. Koprivnica Brigade (Ende August 1991)
- 118. Gospić Brigade (26. August 1991)
- 120. Sisak Brigade (15. August 1991)
- 50. Unabhängiges Virovitica Bataillon
- 51. Unabhängiges Vrbovec Bataillon
- 52. Unabhängiges Pula Bataillon (nicht aufgestellt)
- 53. Unabhängiges Dugo Selo Bataillon
- 54. Unabhängiges Čakovec Bataillon
- 55. Unabhängiges Bjelovar Bataillon
- 56. Unabhängiges Kutina Bataillon
- 57. Unabhängiges Sisak Bataillon (15. Juni 1991)
- 61. Unabhängiges Jastrebarsko Bataillon
- 62. Unabhängiges Novska Bataillon
- 63. Unabhängiges Požega Bataillon, (7. Juni 1991)
- 65. Unabhängiges Ivanić-Grad Bataillon
- Klek Bataillon (Ogulin), (7. Juli 1991)
- Metković Bataillon
- Makarska Bataillon

## Symbole

### Marsch
Das Lied Mi smo garda Hrvatska (Wir sind Kroatiens Garde) wurde 1991 von Mladen Kvesić im Stil eines Marschliedes komponiert und getextet. In einem kurzen Zwischenspiel kommt ein Ausschnitt der US-amerikanischen Battle Hymn of the Republic vor. Es existiert eine weitere Version des Liedes für Marschgesang ohne Musikbegleitung. Der Marsch wird noch heute bei Militärparaden und feierlichen Anlässen vom Militärorchester der kroatischen Streitkräfte gespielt.
| Kroatischer Text | Deutsche Übersetzung |
| --- | --- |
| Refrain: Mi smo garda Hrvatska, srca su nam junačka, nikog' se ne bojimo, zemlju svoju volimo.                                                                   | Refrain: Wir sind Kroatiens Garde, Unsere Herzen sind heldenhaft, Niemanden fürchten wir, Unser Land lieben wir.                                                                                             |
| Postrojmo se braćo svi u jedan hod, neka dušman čuje pobjednički zov, u odlučujući boj, krenuli smo mi, za slobodu našu, pravednost i mir. (2 ×)                 | Ordnen wir uns Brüder, alle in einem Marsch, Lasst den Feind unseren Schlachtruf hören, In den entscheidenden Kampf gehen wir, Für unsere Freiheit, Gerechtigkeit und Frieden. (2 ×)                         |
| Refrain (2 ×) | Refrain (2 ×) |
| Nek’ svaki Hrvat pedalj zemlje brani, ne bojte se ljudi, Bog je na našoj strani, nek’ svaki junak života svog' ne žali, za našu Hrvatsku mnogi su ga dali. (2 ×) | Auf dass jeder Kroate jeden Fußbreit Land verteidigt, Fürchtet euch nicht Leute, Gott ist auf unserer Seite, Auf dass jeder Held sein Leben nicht bedauert, Für unser Kroatien haben viele es gegeben. (2 ×) |
| Refrain (4 ×) | Refrain (4 ×) |

### Fahne

Fahne der Nationalgarde
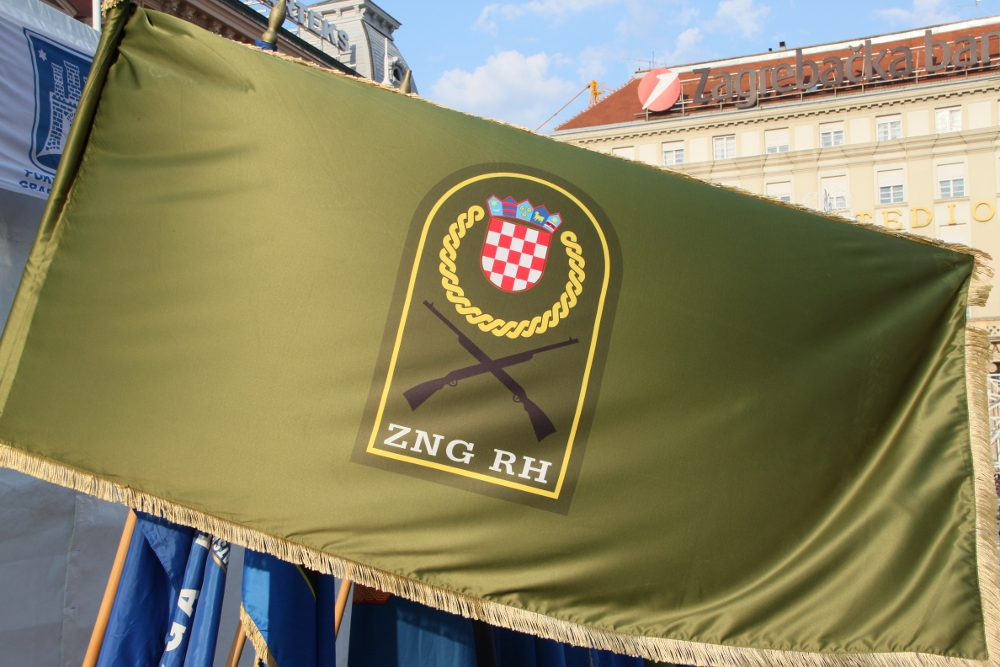
Fahne der Nationalgarde bei den Feierlichkeiten zum 20. Jahrestag der Streitkräfte (2011)

### Mützenabzeichen

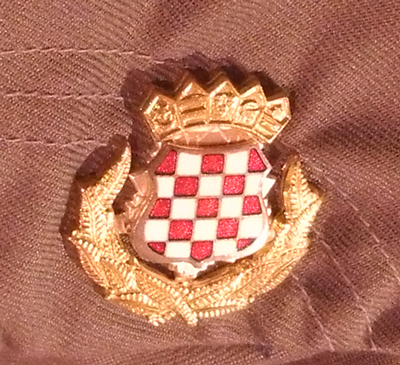

### Embleme einiger Garde-Brigaden

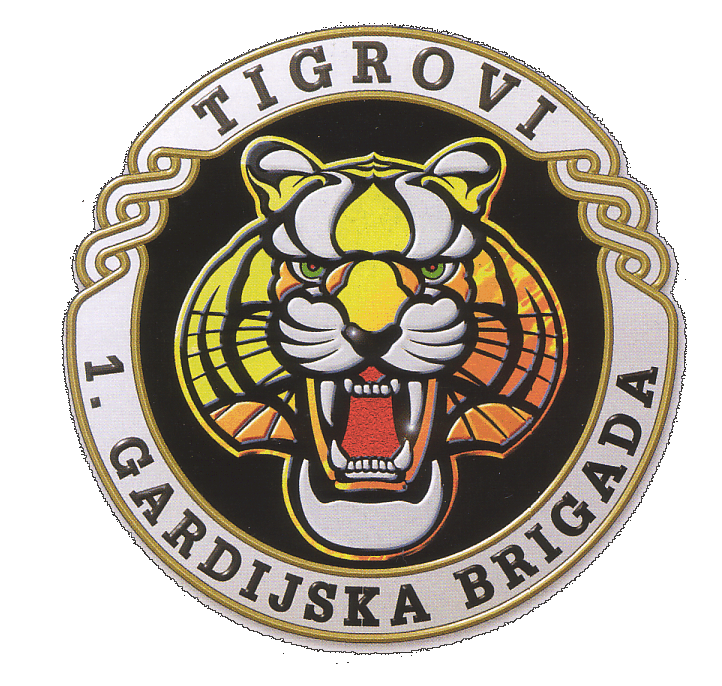
1. Garde-Brigade Tigrovi (Tiger)
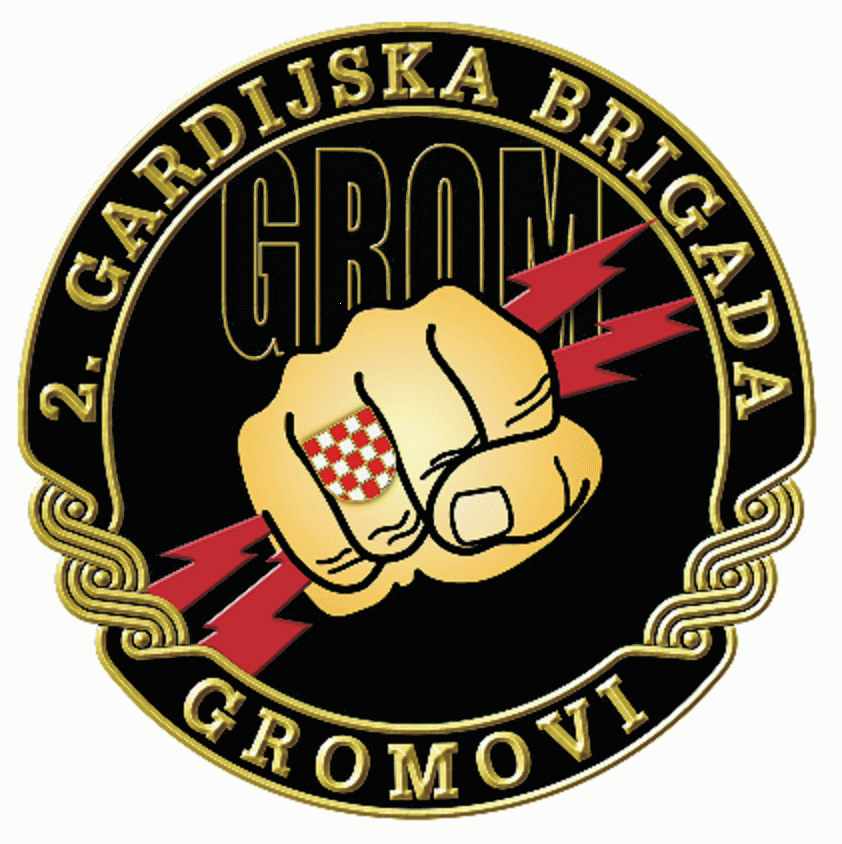
2. Garde-Brigade Grom (Donner)
4. Garde-Brigade Pauci (Spinnen)

## Sonstiges
Kroatien begeht jährlich am 28. Mai den Jahrestag der ersten Militärparade der Nationalgarde als Tag der Streitkräfte.

## Quelle
- Central Intelligence Agency [CIA] – Office of Russian and European Analysis (Hrsg.): Balkan Battlegrounds : A Military History of the Yugoslav Conflict. Band 2. Washington DC 2003, S. 45–48.